# Буллит
Булли́т — штрафной бросок в хоккее с шайбой, назначающийся за нарушение правил защищающейся стороной при выходе «один-на-один», а также когда основное время и овертайм не выявило победителя.

## Происхождение термина
Происхождение русского слова «буллит» принято связывать с английским существительным bullet («пуля») или глаголом to bullet (в одном из значений — «быстро бить, пулять»). Однако у английского слова bullet отсутствует значение «штрафной удар в хоккее с шайбой»: по-английски он называется penalty shot, а серия буллитов называется shootout.
По альтернативной версии, когда в СССР заинтересовались канадским хоккеем, одними из первых учителей стали хоккеисты из Латвии, где хоккей с шайбой начал культивироваться ещё в 1929 году, которые и придумали обозначать штрафной бросок словом «буллит». Среди советских спортсменов большинство мало что знало о хоккее с шайбой, так что латышам часто приходилось прибегать к аналогиям, чтобы донести смысл до слушателей и выработать русский аналог различных терминов. В то время во всех видах спорта власти СССР требовали применять названия на русский манер. Одни источники указывают на авторство латыша Эдгара Клавса, участника зимних олимпийских игр 1936 года и нескольких довоенных чемпионатов мира. Другие — на ещё одного игрока довоенной сборной Латвии, Хария Витолиньша, деда известного советского и латвийского хоккеиста и тренера Харийса Витолиньша.
По воспоминаниям Клавса, объясняя правила назначения и способы исполнения штрафных бросков, он провел аналогию с несущимся навстречу вратарю-тореадору разъярённым быком. «Бычок» по-латышски произносится bullītis. В ответ Аркадий Чернышёв в шутку привёл другую аналогию: дело в том, что первого посла США в Москве звали Уильям Буллит, и для советских спортсменов он олицетворял «мировой империализм» во главе с Керзоном и Чемберленом. Назвать высшую меру наказания в хоккее именем идеологического врага выглядело логичным.
В обиход слово «буллит» вошло в 1960-е годы благодаря телерепортажам Николая Озерова.

## Правила игры
Существует 5 условий, совокупность которых необходима для назначения буллита в игре, и 1 послематчевое условие:
- нарушение правил произведено в момент, когда шайба находилась вне зоны защиты пострадавшего игрока
- игрок нападения должен контролировать шайбу
- нарушение правил должно быть совершено сзади
- игрок нападения в результате нарушения правил потерял возможность забить гол
- между игроком нападения и воротами нет игроков соперника, кроме вратаря
- когда основное и дополнительное время не выявило победителя.

Говоря неформально, буллит назначается тогда, когда совершено нарушение правил против игрока, вышедшего «один на один» против вратаря противника, в результате чего этот игрок был лишён возможности забить гол.
Штрафной бросок может быть назначен в ситуациях, когда вратарь нарушает правила против соперника, выходящего с ним «один на один», вне зависимости от того, совершено нарушение сзади или нет (данное правило введено в редакции Книги правил ИИХФ от 30 сентября 2010 года).
Также штрафной бросок назначается в некоторых игровых ситуациях, не связанных с выходом «один на один»:
- если любой игрок защищающейся команды, за исключением вратаря, умышленно падает на шайбу, накрывает руками или подгребает шайбу под своё тело, поднимает шайбу со льда руками, когда шайба находится в площади ворот его команды;
- если любой игрок, вратарь или представитель защищающейся команды, находящийся на льду, бросает свою клюшку или её часть или любой другой предмет в направлении шайбы в своей зоне защиты;
- если игрок, контролирующий шайбу за пределами своей зоны защиты и не имеющий соперников, которых необходимо обыграть, за исключением вратаря, атакован клюшкой или любым предметом, брошенным любым членом (включая официальных представителей) защищающейся команды;
- за умышленный сдвиг ворот защищающимся игроком или вратарем в своей зоне защиты в течение последних двух минут игры или в любое время дополнительного времени;
- если игрок контролирует шайбу и между ним и воротами соперника нет игроков противоположной команды, и он имеет реальную возможность произвести взятие ворот, а игрок или вратарь противоположной команды умышленно сдвигают ворота с их установленной позиции;
- если в последние две минуты игры или в любое время в овертайме, происходит умышленная неправильная замена игроков (нарушение численного состава).

Если нарушение правил, приводящее к назначению штрафного броска, сопряжено с наложением любого другого штрафа, будет назначено выполнение штрафного броска, а штраф должен быть наложен в обычном порядке, вне зависимости от того будет или нет произведено взятие ворот после штрафного броска.
Если в момент нарушения правил, удовлетворяющего всем условиям назначения буллита, вратарь нарушившей правила команды не находился на площадке, будучи заменён полевым игроком, взятие ворот нарушившей правила команды засчитывается немедленно, без выполнения штрафного броска.
Если за нарушение правил полагается назначение штрафного броска, то выполнять штрафной бросок должен игрок, против которого нарушили правила. Если игрок
травмирован, то капитан должен назначить любого игрока из числа игроков, находящихся на льду в момент совершения нарушения; в тех случаях, когда невозможно
определить номер игрока, против которого было совершено нарушение, тренер или капитан должны назначить любого игрока из числа находящихся на льду в момент совершения нарушения для выполнения штрафного броска (данное правило введено в редакции Книги правил ИИХФ от 30 сентября 2010 года).
Главный судья должен попросить объявить имя и номер игрока, назначенного выполнять штрафной бросок. Назначенный игрок не может быть выбран из числа игроков, отбывающих штраф, или тех, на кого был наложен отложенный штраф. Игроки обеих команд, за исключением выполняющего бросок и вратаря другой команды, должны покинуть площадку. Главный судья должен поместить шайбу на центральную точку вбрасывания. Только вратарь может защищать ворота во время выполнения штрафного броска. Вратарь должен оставаться в своей площади ворот до тех пор, пока игрок не коснется шайбы. Игрок, по команде главного судьи, должен подобрать шайбу, проследовать к воротам своего противника и попытаться забросить шайбу. Как только произведен бросок шайбы, штрафной бросок считается выполненным. Взятие ворот в результате любого рода вторичных бросков не засчитывается. В случае взятия ворот со штрафного броска, вбрасывание шайбы должно быть произведено в центре поля. Если взятия ворот не произошло, вбрасывание должно быть произведено в одной из точек конечного вбрасывания в зоне, в которой был произведен штрафной бросок.
Время, необходимое для выполнения штрафного броска, не входит в основное игровое время в каком-либо периоде. Если главный судья сигнализирует нарушение, связанное с назначением штрафного броска, поднятием своей руки, фиксируя отложенный штраф, тем самым давая возможность команде, не нарушившей правила, завершить игровой эпизод, то выполнение штрафного броска будет произведено после остановки игры вне зависимости от того, закончилось или нет время игры в каком-либо периоде. Если вратарь покидает свою площадь ворот до того, как игрок коснулся шайбы, или совершает какое-либо нарушение, главный судья должен поднять руку, фиксируя тем самым нарушения правил вратарем и разрешая игроку завершить выполнение штрафного броска. Если штрафной бросок оканчивается неудачей, главный судья должен назначить повторное выполнение штрафного броска.
Если вратарь досрочно покидает площадь своих ворот, главный судья должен:
- на первый раз предупредить его и назначить повторное выполнение штрафного броска,
- наложить на него дисциплинарный штраф при вторичном нарушении и назначить выполнение штрафного броска снова,
- присудить взятие ворот при нарушении вратарем правил в третий раз.

Вратарь может попытаться остановить бросок любым способом, кроме броска своей клюшки или любого другого предмета, за что в таком случае должно быть засчитано взятие ворот.
При исполнении буллита игрок обязан катиться на ворота в общем направлении вперед. Поворот в движении вокруг своей оси на 360°, совершаемый исполнителем штрафного броска при приближении к воротам, допускается, так как он выполняется при непрерывном движении вперед. Помещение шайбы на крюк клюшки (как в лакроссе) выше уровня плеч или перекладины ворот не допускается; если игрок выполняет штрафной бросок или послематчевый бросок подобным образом, главный судья должен остановить выполнение броска и объявить его завершенным.
Если шайба остановилась, добивать её в ворота не разрешается.
Если во время выполнения штрафного броска какой-либо игрок противоположной команды мешает или отвлекает игрока, выполняющего штрафной бросок, в результате чего он оканчивается неудачей, то главный судья должен назначить повторное выполнение штрафного броска и наложить дисциплинарный штраф на нарушившего правила игрока.

## Рекорды
- 6 октября 2016 года два клуба КХЛ — рижское «Динамо» и ярославский «Локомотив» — установили рекорд Континентальной хоккейной лиги по продолжительности серии послематчевых буллитов, выполнив всего 36 послематчевых бросков[4].